# Ausfertigung (Rechtsverkehr)
Eine Ausfertigung ist in Deutschland eine Abschrift der Urschrift einer Urkunde und ist zwingend mit einem Ausfertigungsvermerk zu versehen (§ 49 Abs. 1 Beurkundungsgesetz).

## Allgemeines
Die Ausfertigung vertritt im Notarwesen die Urschrift (Original) der Urkunde im Rechtsverkehr (§ 47 BeurkG), weil die Urschrift nicht in Umlauf gebracht wird, sondern Bestandteil der Urkundenrolle des Notars ist (ausgenommen sind Testamente und Erbverträge). Die Ausfertigung ersetzt das Original in der praktischen Verwendung; sie vertritt die Urschrift im Rechtsverkehr (§ 47 BeurkG). Ähnlich ist es bei Gerichtsurteilen, die den Parteien (verkündete Versäumnisurteile nur der unterliegenden Partei) zugestellt werden müssen (§ 317 Abs. 1 ZPO). Eine Ausfertigung ist nur dann erforderlich, wenn es materiell- oder verfahrensrechtlich auf den Besitz der Urkunde ankommt und die Urschrift nicht am Rechtsverkehr teilnimmt. Eine Ausfertigung kann neben einer Urschrift auch von einer Übersetzung einer Urschrift der Urkunde erteilt werden, wenn ein Urkundenübersetzer oder Notar die Übersetzung mit einem Vollständigkeits- und Richtigkeitsvermerk versehen hat.

## Abgrenzungen
Ausfertigungen kann regelmäßig nur die Stelle erteilen, die die Urschrift verwahrt (§ 48 BeurkG). Aufgrund der Legaldefinition ist Quelle der Ausfertigung immer die Urschrift, folglich kann es keine Ausfertigungen von Ausfertigungen oder Ausfertigungen von beglaubigten Abschriften geben. Zudem gibt es keine Ausfertigungen von öffentlich beglaubigten Urkunden, weil diese keine „Niederschrift“ im Sinne des § 47 BeurkG beinhalten.
Von der Ausfertigung zu unterscheiden ist die „beglaubigte Abschrift“ oder „beglaubigte Ablichtung“ („beglaubigte Fotokopie“). Trotz ihrer notariellen oder behördlichen Beglaubigung bleiben sie eine Abschrift bzw. Ablichtung ohne die Beweiskraft und Erklärungswirkung, die nur die Ausfertigung hat; es fehlt an der „Niederschrift“. Erst recht stellen einfache Lichtbildkopien (Fotokopien) im juristischen Sinne keine Ausfertigung dar, weil es an der Beglaubigung und wiederum der „Niederschrift“ fehlt. Deshalb ist beispielsweise die notarielle Annahmeerklärung zu einem Vertragsangebot dem anderen Vertragspartner (Anbieter) erst dann im Rechtssinne zugegangen, wenn ihm eine Ausfertigung der Annahmeerklärung zugegangen ist. Der Zugang einer beglaubigten oder gar einfachen Ablichtung genügt nicht. Nur die Ausfertigung entfaltet Rechtswirkungen etwa beim Zugang oder Beginn von Rechtsmittelfristen.

## Vollstreckbare Ausfertigung
Eine Form der Ausfertigung ist die vollstreckbare Ausfertigung. Hierbei handelt es sich um die Ausfertigung eines Urteils oder anderer Vollstreckungstitel nach § 794 ZPO, denen eine Vollstreckungsklausel hinzugefügt wurde. Die vollstreckbare Ausfertigung ist eine Voraussetzung für die Zwangsvollstreckung, die nur durchgeführt werden kann, wenn dem Gläubiger ein Vollstreckungstitel nebst Vollstreckungsklausel vorliegt und dem Schuldner zugestellt wird. Insbesondere notarielle Schuldurkunden können mit der Vollstreckungsklausel versehen werden und heißen dann vollstreckbare Ausfertigung. Dazu gehören insbesondere die Grundschuldbestellungsurkunde oder notariell beurkundete Haftungserklärungen wie Bürgschaft oder Schuldanerkenntnis. Die notariell angebrachte Vollstreckungsklausel verkürzt ein späteres Vollstreckungsverfahren. Die Vollstreckungsklausel darf nach § 725 ZPO nur auf einer Ausfertigung angebracht werden, nicht jedoch auf einer einfachen Kopie.

## Form
Wesensmerkmal der Ausfertigung ist der Ausfertigungsvermerk (§ 49 Abs. 1 Satz 1 BeurkG). Mit ihm wird die inhaltliche Übereinstimmung mit der Urschrift bestätigt. Der Vermerk ist vom ausstellenden Notar zu unterschreiben und mit dem Siegel zu versehen (§ 49 Abs. 2 BeurkG); ihr Fehlen führt zur Unwirksamkeit. Zudem sollen Tag und Ort der Erteilung angegeben sowie die Person bezeichnet werden, der die Ausfertigung erteilt wird. Die Ausfertigung soll in der Überschrift als solche bezeichnet werden (§ 49 Abs. 1 Satz 2 BeurkG). Der Notar vermerkt auf der bei ihm verbleibenden Urschrift, wem er Ausfertigungen erteilt hat. Nur die Ausfertigung hat, wenn es auf die Vorlegung oder Zustellung der Urkunde ankommt, dieselbe Wirkung wie die Urschrift. Das ist insbesondere für Vollmachtsurkunden (§§ 172, § 173 BGB) und Gerichtsurteile von Bedeutung. Eine zuzustellende Urteilsabschrift muss zumindest durch die Unterschrift des Urkundsbeamten, das Gerichtssiegel oder den Dienststempel und Worte wie „Ausfertigung“ oder „ausgefertigt“ erkennen lassen, dass es sich um eine Ausfertigung in diesem Sinne handeln soll. Die Zustellung nur einer beglaubigten Urteilsabschrift reicht nicht aus, um die Rechtsmittelfristen in Gang zu setzen. Mit Änderung der §§ 317 und 169 der ZPO erfolgt seit 1. Juli 2014 keine automatische Zustellung von Ausfertigungen mehr, sondern nur noch von „maschinell beglaubigten“ Abschriften. Inwiefern eine „maschinelle Beglaubigung“ in der praktischen Rechtsprechung Bestand hat, bleibt abzuwarten.

## Sonstiges
Zur Ausfertigung von Gesetzen siehe Gesetzgebungsverfahren.